# Chieppa (famiglia)

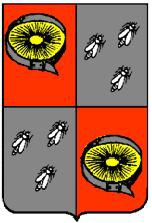
Signori

Chieppa è una casata di Milano.

## Storia
La famiglia Chieppa fu una delle più antiche famiglie Milanesi di cui la storia valtellinese faccia menzione. In un privilegio dell'agosto 1444 l'Arcivescovo di Milano (Enrico Rampini) confermava su un documento, a suo cugino Marcello, una vendita di un
antico feudo paternum avitum et proavitum per 5.200 scudi di oro, il quale comprendeva tre peschiere nell'Adda, il villaggio di Nigola, e i beni fondi circostanti, ed Ippolito II d’Este Arcivescovo di Milano con strumento del mese di agosto 1534
cedeva ad Andrea, per 4000 scudi di oro, ogni diritto feudale su quel di Teglio e moltissimi beni quivi situati in qubus etiam compreensum est castrum seu dirupati casti Tillij cum casamenti.
Da questa famiglia sortirono un Giacomo Filippo che nel XVI secolo coprì in Milano importati uffici e lasciò una dotta storia della Peste di San Carlo che desolò la città nel 1576; un Alberto, che combatté con un seguito di circa 120 guerrieri, ebbe molta parte nella lotta per l'indipendenza che la Valtellina sostenne dal 1620 al 1639; un Giuseppe Vincenzo fu giureconsulto e scrittore erudito del XVIII secolo, che lasciò, fra molti suoi scritti, un largo commento ai patri statuti; un Giuseppe figlio di Napoleone Chieppa fu un insigne letterato che molti scritti lasciò a vari archivi clericali. Infine un Vittorio Francesco fu segretario personale del Arcivescovo di Milano nel 1765 ed ivi fu ucciso in un agguato, ma per
errore, assieme al barone Galassi ed alla giovane Maria Anna Tallarini nobile figlia di Emanuele signore di Lumezzane nel bresciano. Con lui la famiglia si estinse.

## Descrizione Arma Gentilizia
Inquartato: nel 1' e 4' d'azzurro al sole d'oro circondato da una correggia di argento affibbiata in punta; nel 2' e 3' di argento a tre assilli al naturale male ordinati in sbarra.